# Agum I
Agum I fue el segundo rey conocido de los casitas. Era hijo de Gandash al que sucedió hacia el 1700 a. C. Gobernaba en Mari y Terqa, nombrado rey de Khana o Hana. Su hijo Kashtiliash I le sucedió. Agum I fue quien recuperó la estatua de Marduk de los hititas.
- Datos: Q398580